# Tréler

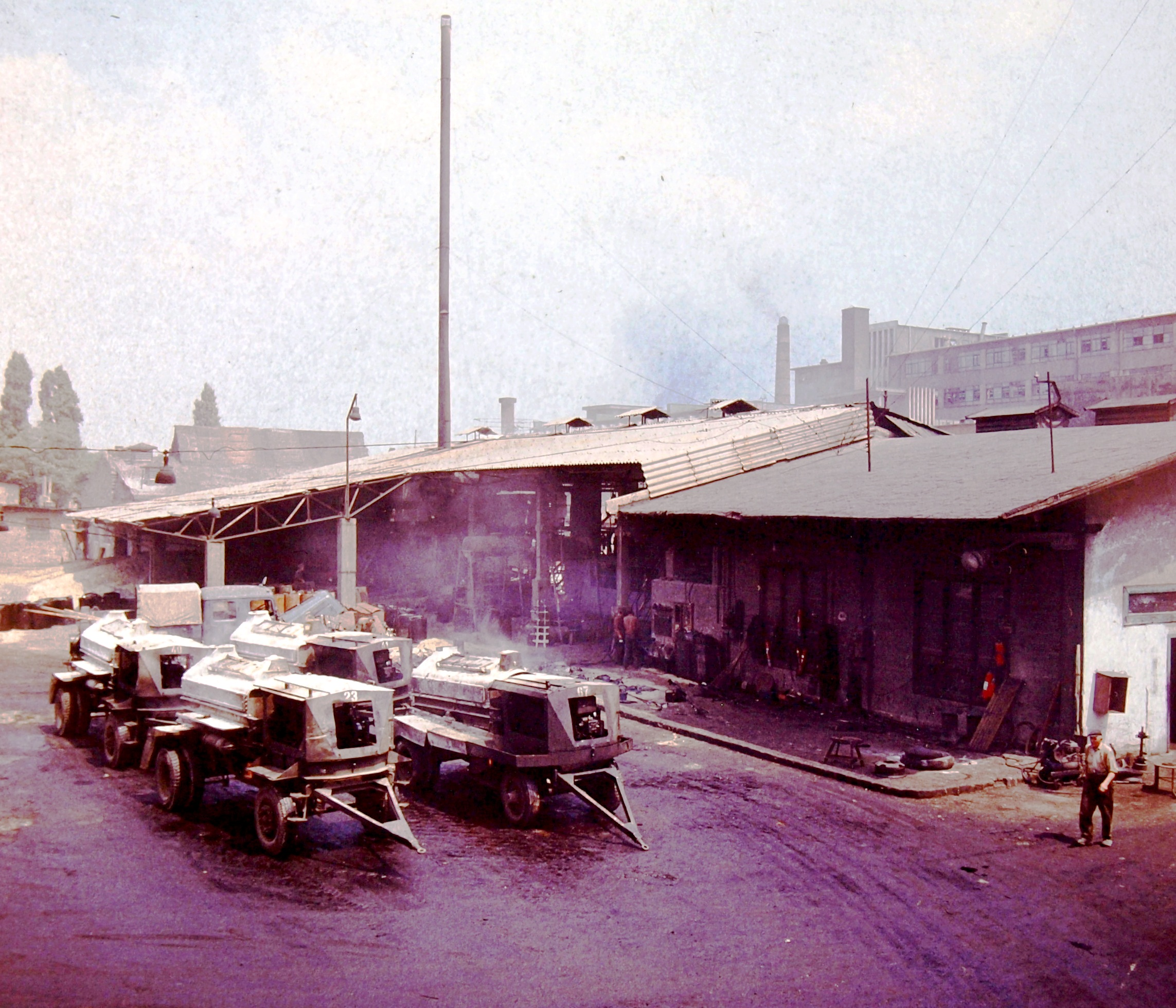
Az Aszfaltútépítő Vállalat (korábban Bihn gyár) széntüzelésű aszfalt utánfutói

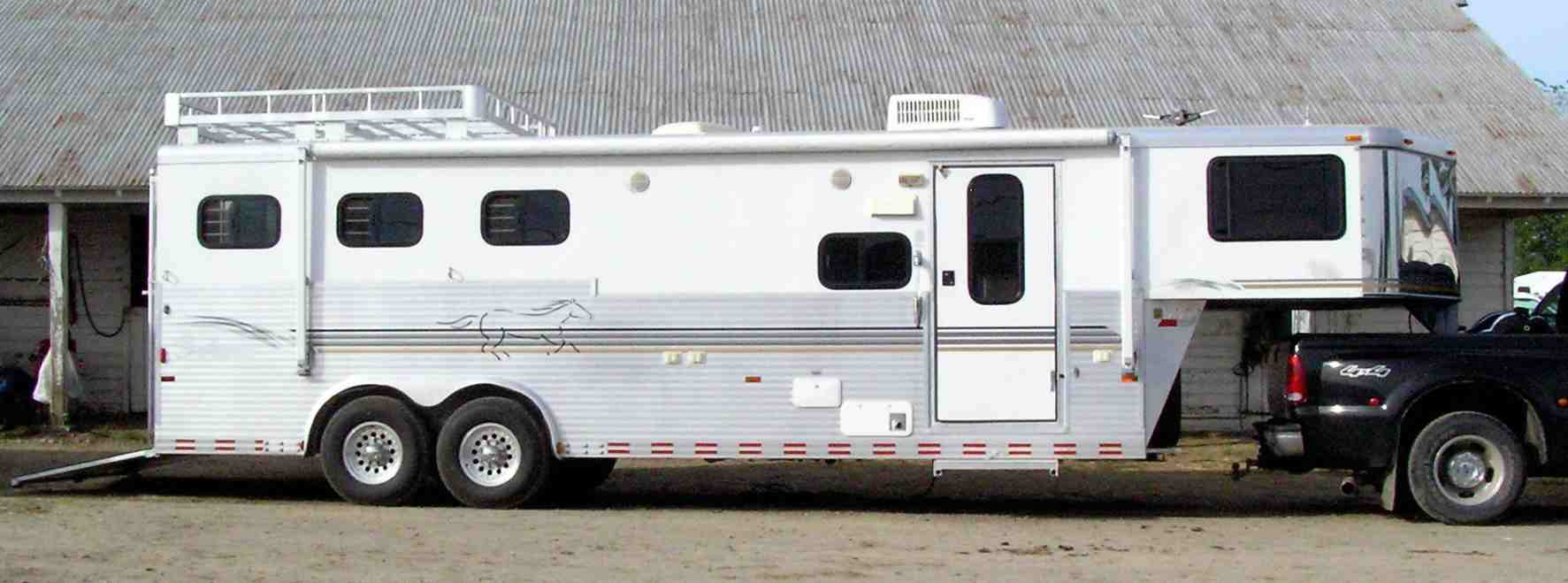
Lakókocsiként is szolgáló, lovak szállítására alkalmas tréler vontatóhoz kapcsolva

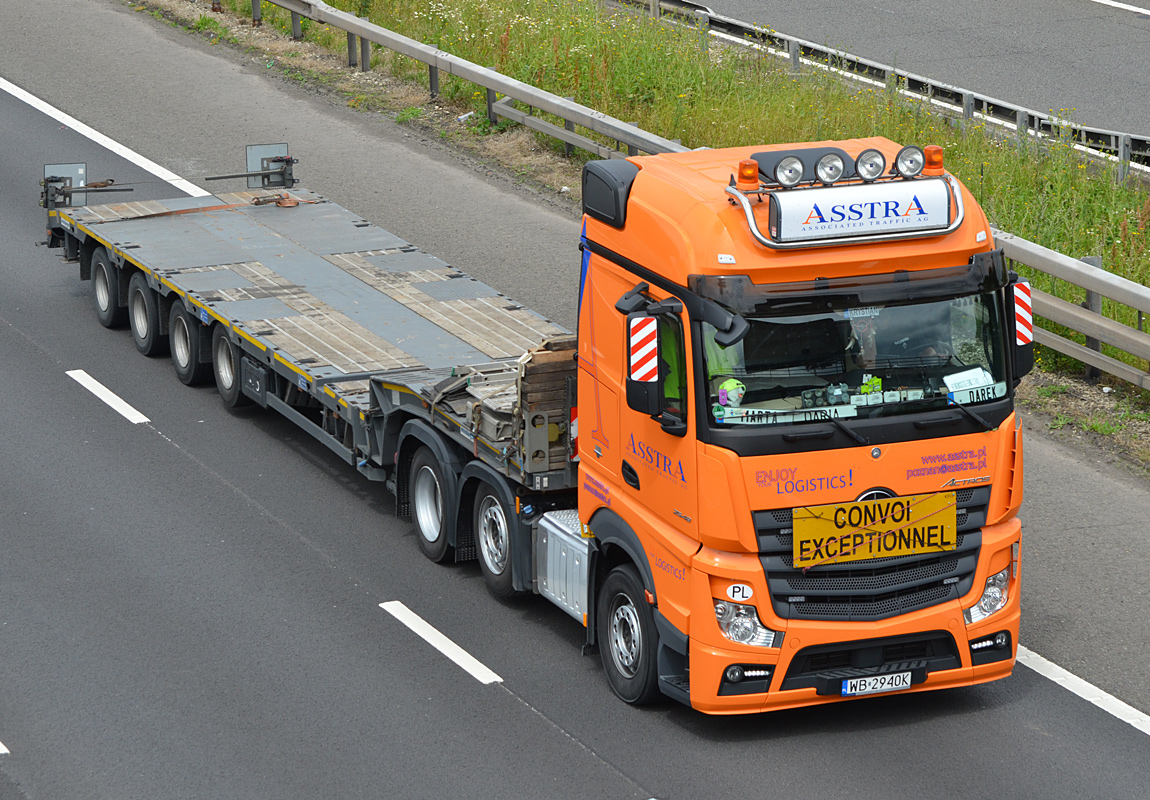
Mélyágyas gépszállító tréler

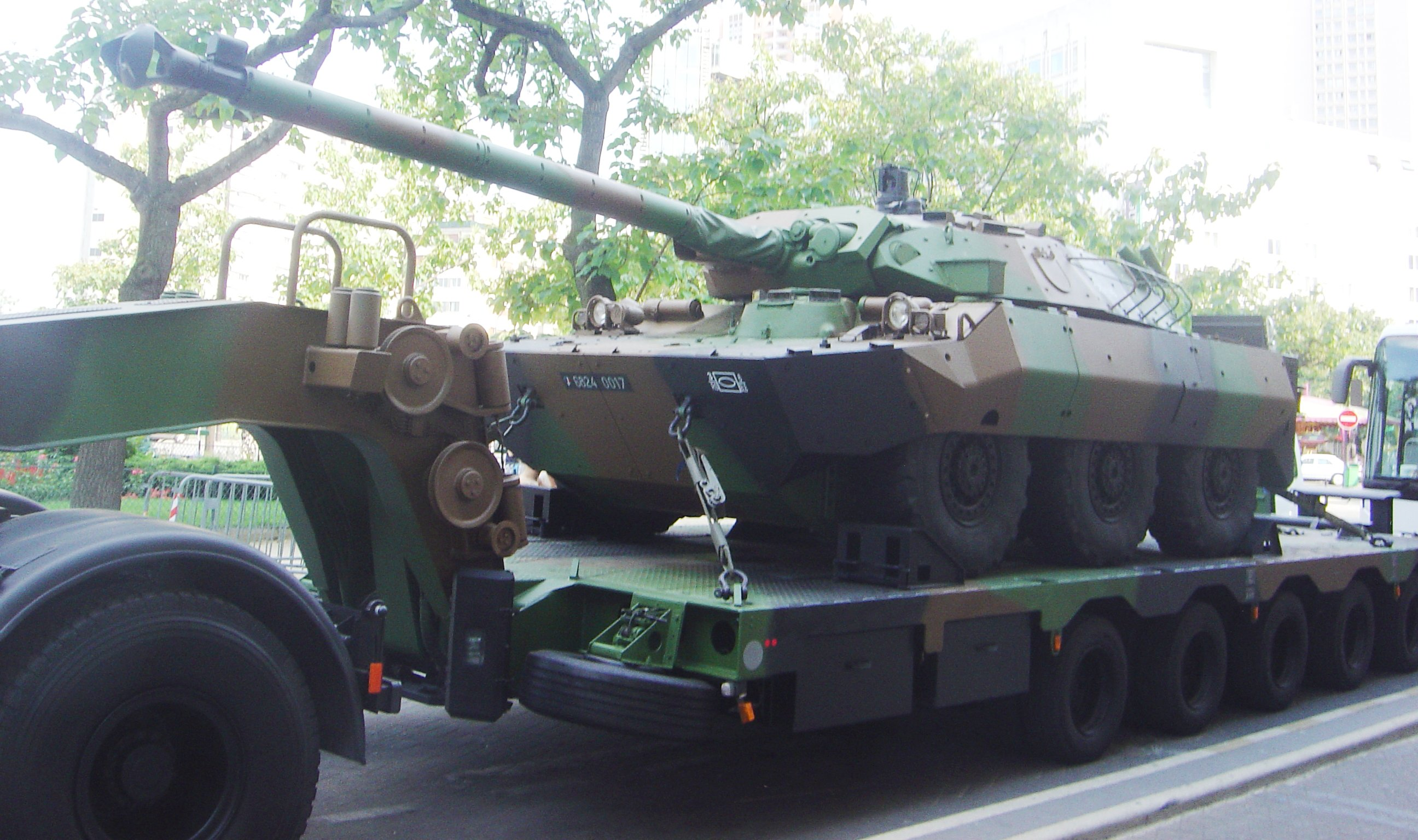
Lánctalpas könnyűharckocsit szállító tréler

A tréler (angolul trailer) egy beépített meghajtó motor nélküli szállítójármű, a pótkocsi egy variánsa. (Lakhatás céljára szolgáló kivitele a lakókocsi.) Kialakításuk a szállítmánytípushoz alkalmazkodik. A mozgatásához minden esetben vontatójárműre van szükség.
Közúti közlekedéshez jelzőlámpákkal, fényvisszaverőkkel kell ellátni. A vontató és a vontatmány üzemeltetése jellemzően jogszabályokban meghatározott további feltételekhez van kötve. (Magyarországon elsősorban a KRESZ és Köhém rendeletek előírásai szerint.)
A trélerek egy részét, jellemzően a kisebb méretűeket utánfutónak, a nagyobbakat pótkocsinak is nevezik. Trélerek alatt elsősorban a síkplatós, járművek, gépek, vagy egyéb nagyobb tárgyak szállítására alkalmas pótkocsikat értjük, ezek amúgy rendelkezhetnek oldalfallal vagy ponyvával is. A trélerek alkalmas bázisai egyedi kialakítású felépítményeknek, ezáltal speciális pótkocsik is lehetnek. Az angol trailer kifejezés ugyanakkor ezeknél többféle pótkocsitípust is jelölhet, akár a közönséges szállításra való pótkocsit is. (Nem összekeverendő a trailer, mint filmelőzetes szóval.)
A kisebb méretű utánfutók a vontató jármű vonóberendezését elsősorban hosszirányban terhelik; fékezésük nincs, vagy automatikus, azaz ráfutófékes.
A nehéz trélerek már átmenő fékrendszerrel kapcsolódnak a nagy teljesítményű teherautóhoz, vagy nehézvontatóhoz.
A nyergesvontató kialakításnál a vontató jármű tengelyeire is nehezedik a vontatmány súlyából.
Túlméretes vagy túlsúlyos szállítmányok szállítására alkalmas trélerek módosítható hosszúsággal, szélesítésekkel is rendelkezhetnek, különleges esetekben kisebb-nagyobb modulelemekből és ezek tartozékaiból is állhatnak, melyekből kívánság szerint az adott szállítmánynak és szállítási feltételeknek megfelelő tréler állítható össze. Jellemzőek a katonai trélerek is, amik harckocsik szállítására szolgálnak.

## Gyakori fajtái
- Személyautó szállító
- Kerékpár, vagy motorkerékpár szállító
- Hajószállító
- Állatszállító
- Épületelem szállító
- Síkplatós (ponyvával, vagy anélkül), zárt dobozos
- Folyadék, gáz, üzemanyag szállító
- Energiatermelő, illetve átalakító géppel felszerelt (áramfejlesztő generátor, szivattyú vagy kompresszor)
- Hűtőkocsi

## Képtár

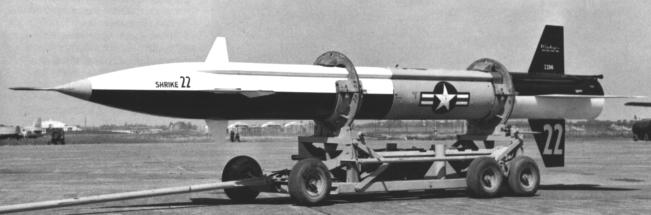
Rakétaszállító tréler
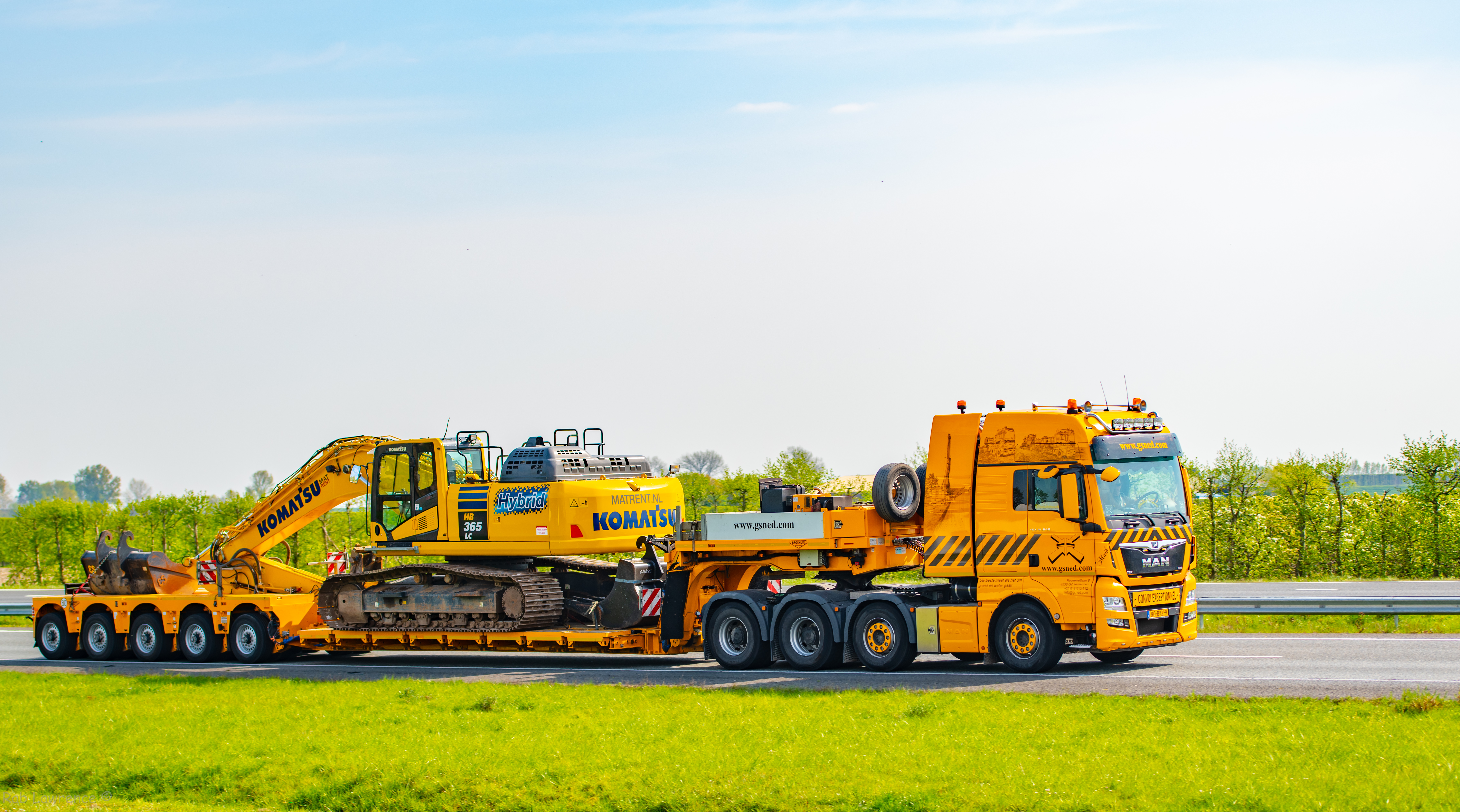
Munkagépet szállító tréler
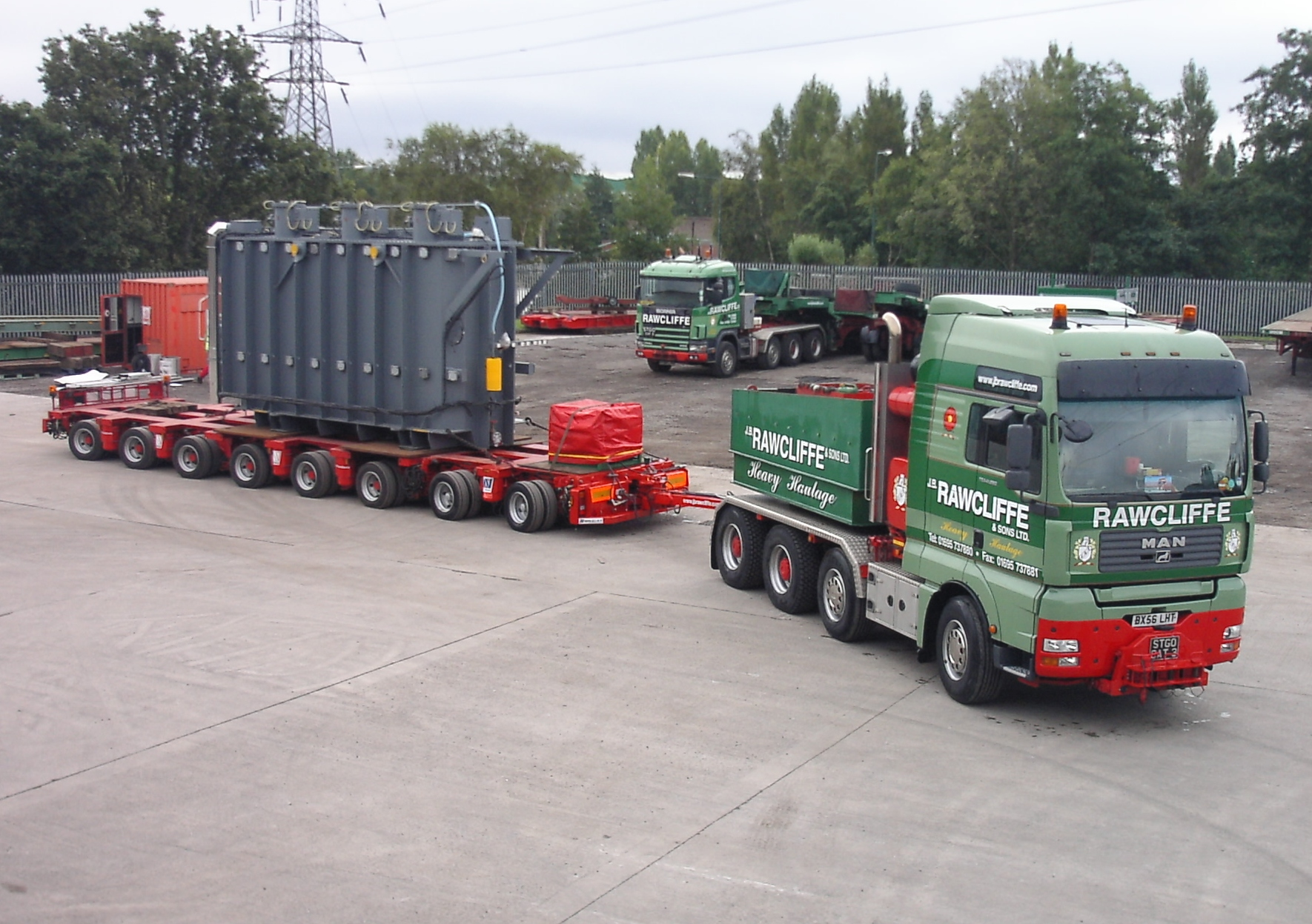
Transzformátort szállító speciális tréler
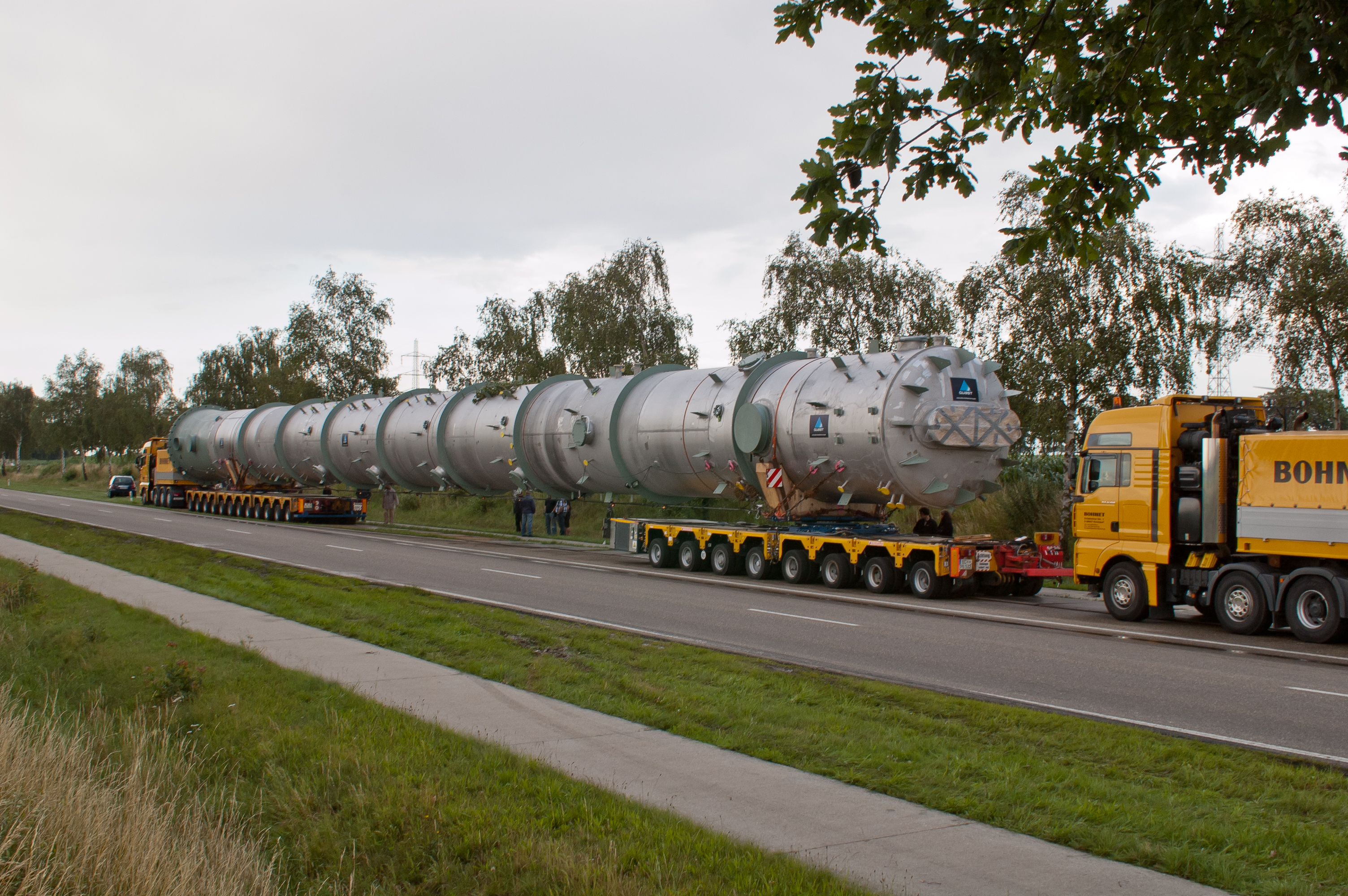
Modulelemes tréler túlsúlyos szállítmányokhoz
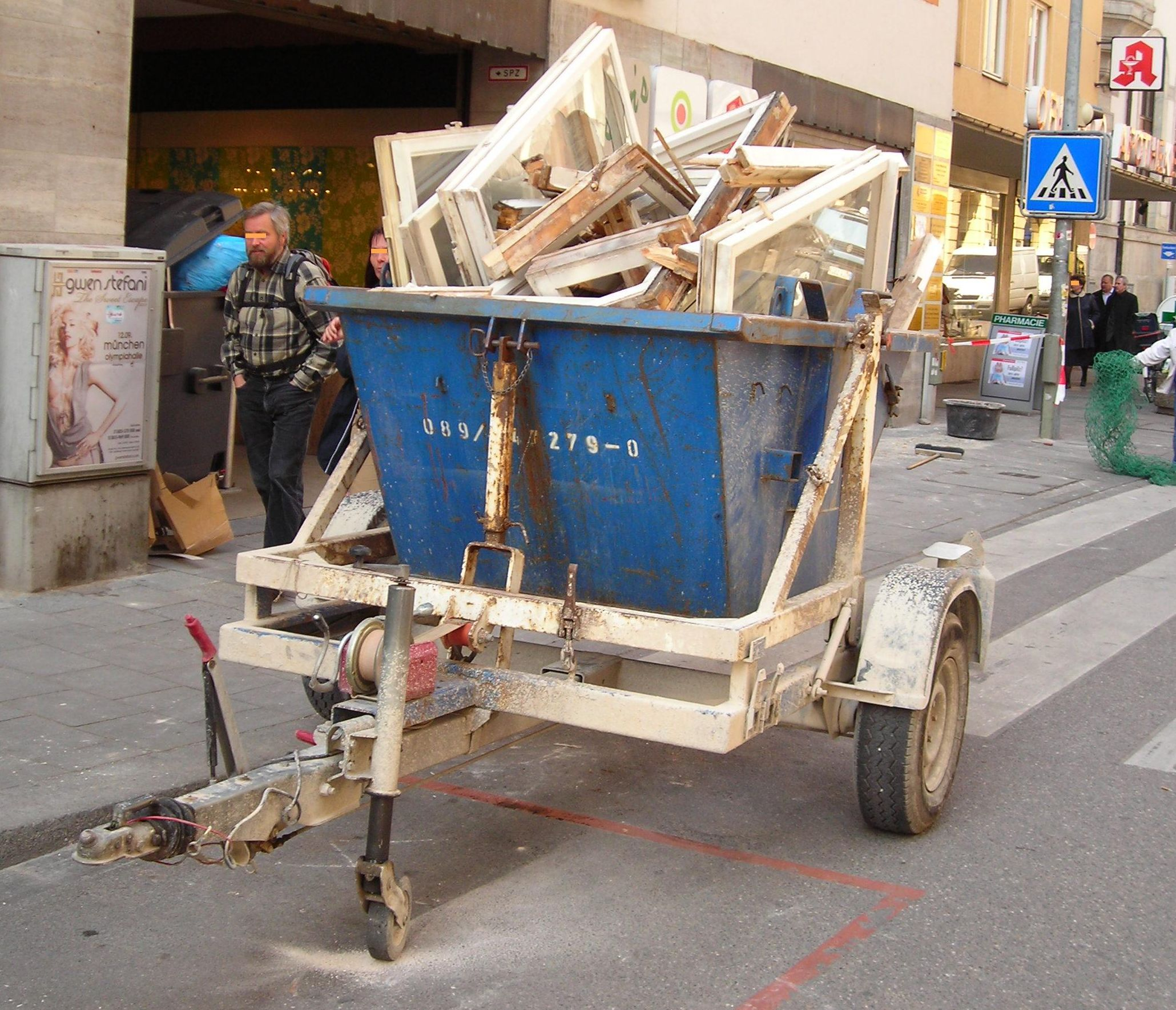
Konténerszállító tréler
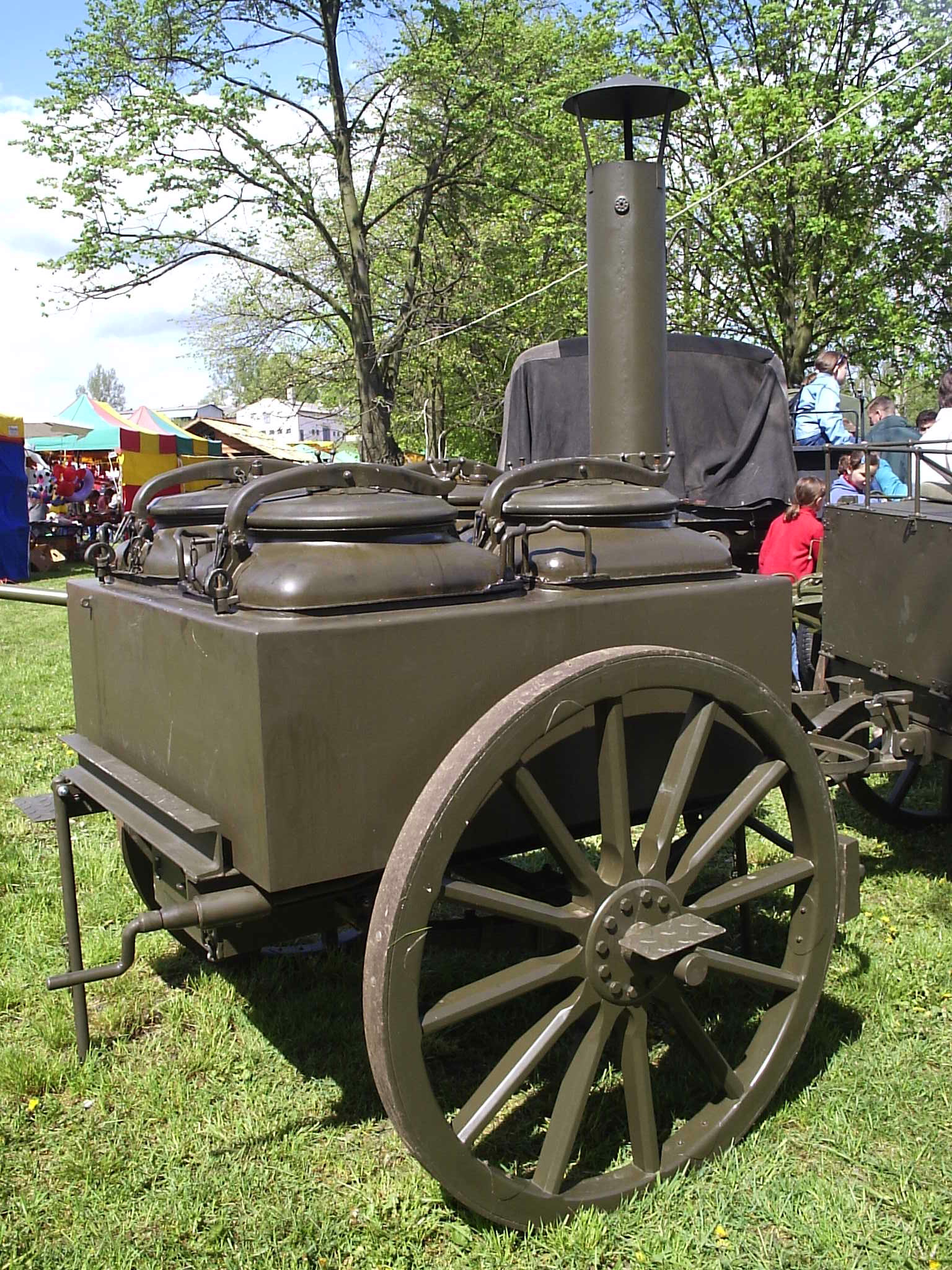
Gulyáságyú
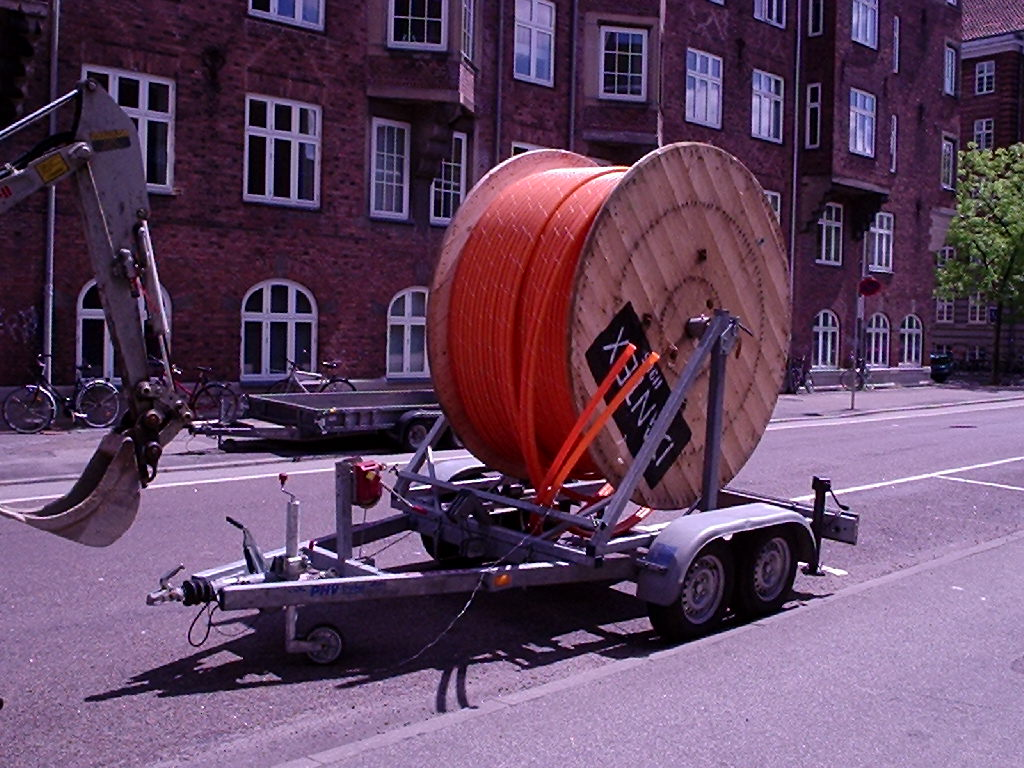
Kábel tréler
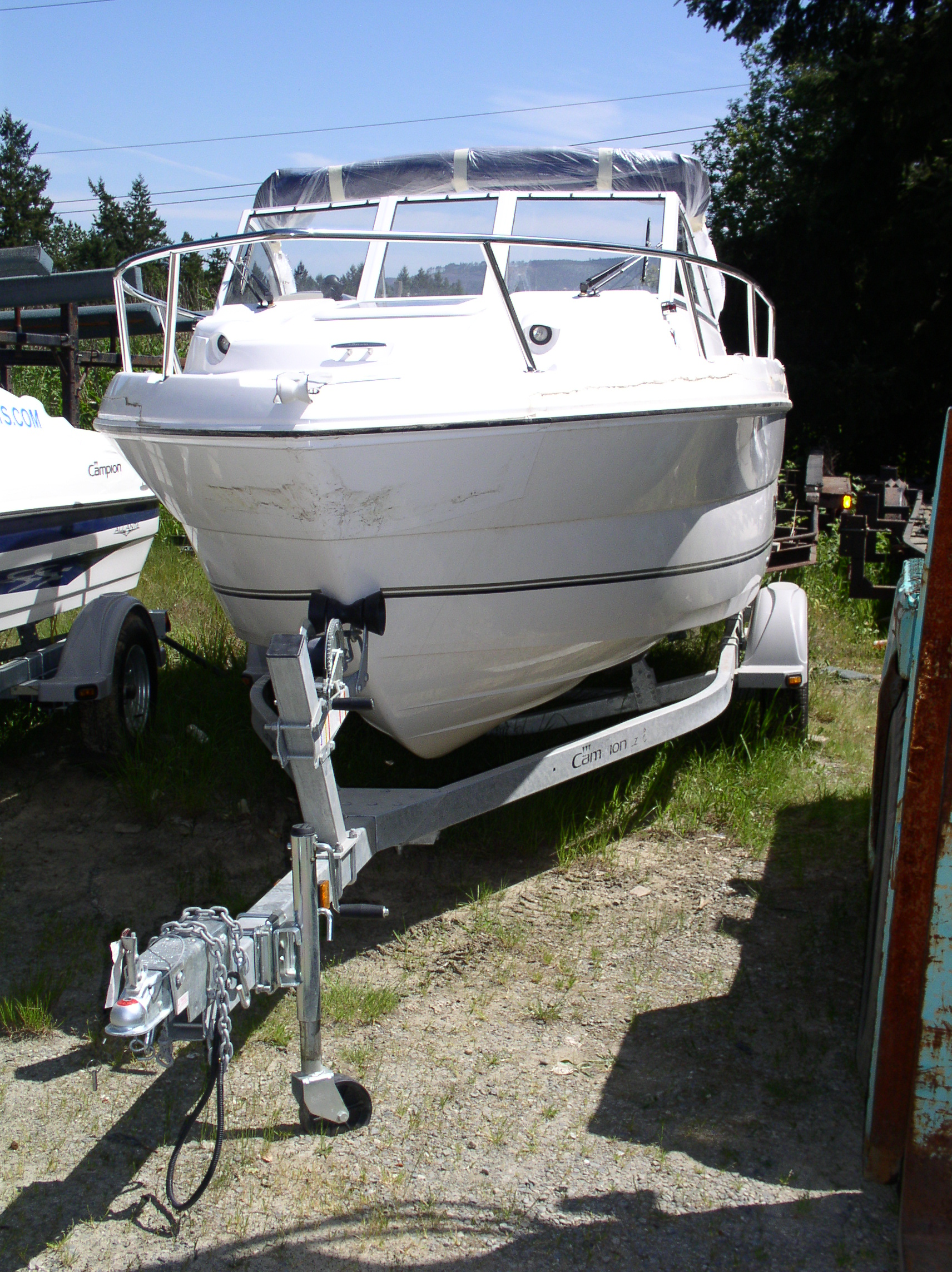
Motoros kishajó egytengelyes tréleren
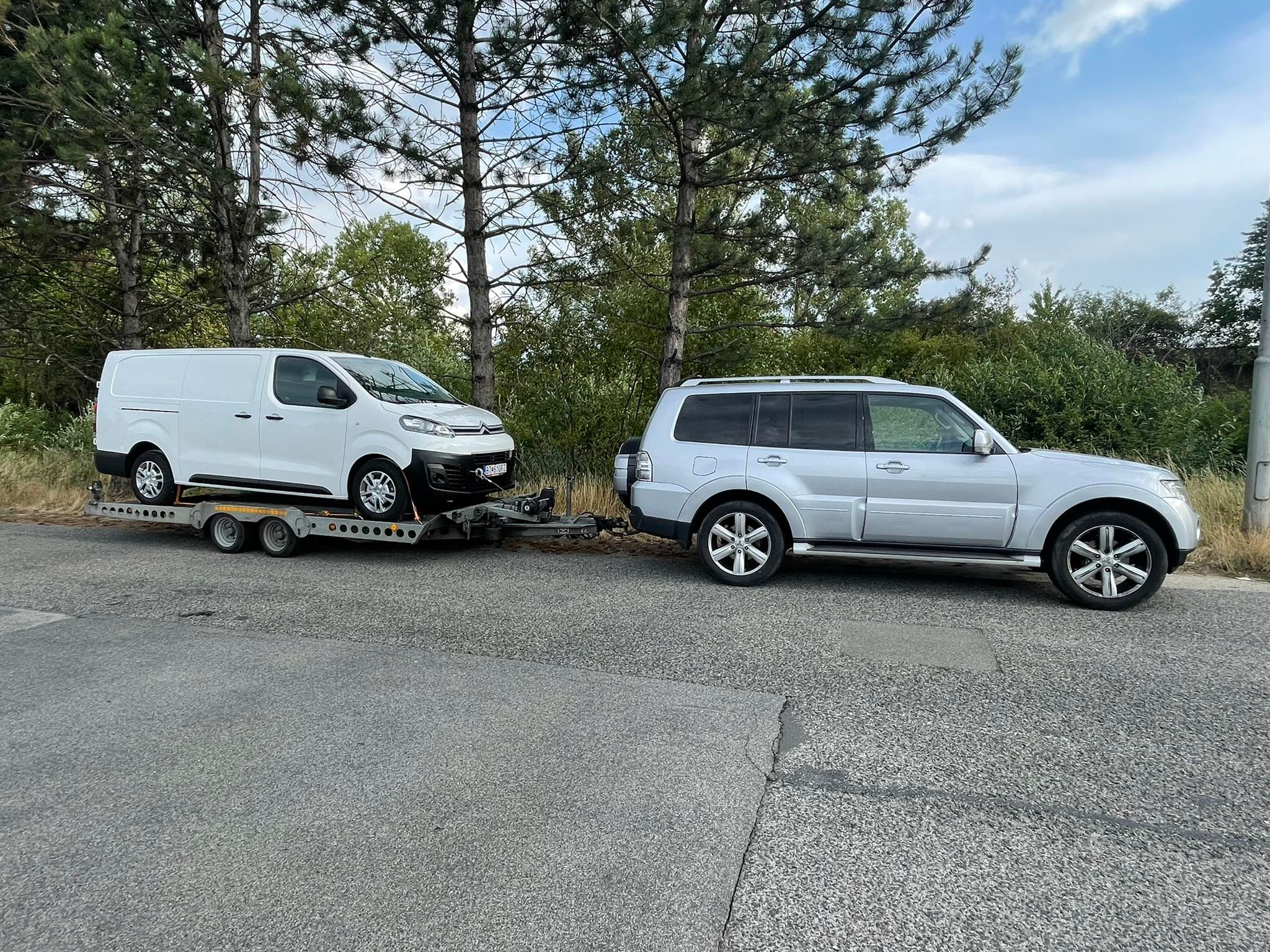
Kéttengelyes autószállító tréler